# NTFS 링크
NTFS 링크(NTFS links)는 NTFS 파일 시스템(윈도우 NT 계열에 속하는 모든 마이크로소프트 윈도우 버전의 기본 파일 시스템)에서 경로명과 특정 종류의 메타데이터를 NTFS 마스터 파일 테이블(MFT)의 항목과 연결하는 데 사용되는 추상화이다. NTFS는 파일 데이터와 메타데이터를 저장하고 참조하는 방식에서 일반적인 Unix 파일 시스템과 유사한 패턴을 광범위하게 채택한다. 가장 중요한 차이점은 NTFS에서 MFT가 아이노드(inode)를 "대체"하여 일반적인 Unix 파일 시스템에서 inode가 수행하는 대부분의 기능을 수행한다는 것이다.
NTFS에서 파일 시스템의 엔터티는 기본적으로 다음과 같이 존재한다. NTFS 볼륨의 MFT에 저장된 레코드, MFT는 NTFS 파일 시스템의 핵심 데이터베이스이다. 해당 레코드와 연결된 모든 속성 및 NTFS 스트림이다. NTFS의 링크는 MFT에 저장된 레코드 자체로, 링크의 대상인 다른 MFT 레코드를 "가리킵니다". 링크는 볼륨의 계층적 파일 트리에 있는 파일 "항목"이다. \foo.exe 또는 \foobar\baz.txt와 같은 NTFS 경로명은 링크이다. 해당 경로명이 포함된 볼륨이 윈도우 시스템에서 D:로 매핑된 경우 이를 D:\foo.exe 및 D:\foobar\baz.txt로 참조할 수 있다. (일반적인 유닉스 파일 시스템과 비교 및 대조해 보면, 링크는 디렉토리의 항목이며 디렉토리 자체는 파일 시스템에 저장된 파일 유형일 뿐이며 다른 링크나 아이노드를 가리킨다.)

## 링크의 종류
NTFS에는 네 가지 유형의 링크가 있다. 이는 현대 파일 시스템이 따르는 일반적인 하드 링크 및 소프트 링크 개념과 비교적 밀접하게 매핑된다.

### 정션 포인트
정션 포인트은 NTFS 재분석 지점이며 유닉스나 리눅스의 심볼릭 링크와 비슷하게 작동하지만 디렉토리에 대해서만 정의되며 로컬 파일 시스템의 절대 경로만 가능하다(액세스되는 원격 파일 시스템과는 대조적으로). 정션 포인트는 하드 링크와 비슷하게 생성되고 동작하지만 대상 디렉토리의 이름이 바뀌거나 이동되거나 삭제되면 링크가 더 이상 유효하지 않다.

### 바로 가기 파일
NTFS 심볼릭 링크는 일반적인 파일의 하나인 윈도우 바로 가기 파일과 동일하지 않다. 후자는 모든 파일 시스템(예: 이전의 FAT32)에서 생성될 수 있으며, 메타데이터(예: '링크 제거'에서 바로가기를 볼 때 표시할 아이콘)를 포함할 수 있으며, 애플리케이션에 투명하지 않다.
시그윈 및 MinGW와 같은 윈도우용 유닉스 유사 환경 구현은 호스트 운영 체제가 지원하지 않는 심볼릭 링크를 에뮬레이션하기 위해 바로가기 파일을 사용할 수 있다(그렇게 구성한 경우).

## 같이 보기
- 심볼릭 링크
- 바로 가기